# Normand Girard
Normand Girard (Roberval, 27 décembre 1932 - Québec, 4 août 2015) est un journaliste québécois. Il a été journaliste-courriériste à la tribune de la presse à l'Assemblée nationale du Québec pendant plus de 45 ans.

## Biographie
Né le 27 décembre 1932, il est le fils de Rose-Alba Tardif et de Philippe Girard. Normand fait ses débuts en 1953 à la station radiophonique CHRL à Roberval. Durant ses premières années à CHRL, il cofonde le Club aquatique du Lac-Saint-Jean et en devient le secrétaire. Le Club deviendra par la suite la très renommée Traversée internationale du Lac-Saint-Jean. 
En 1957, il est engagé au Progrès de Thetford Mines et au Nouvelliste de Trois-Rivières où il apprend les rudiments de son métier de journaliste. En 1959, il part pour Montréal et commence à travailler à La Presse. Le rédacteur en chef de La Presse, Jean-Louis Gagnon, lance son propre journal en 1960 et |demande à Normand Girard et à d'autres journalistes de le suivre dans son aventure. Mais le Nouveau Journal ferme ses portes moins d'un an plus tard et Normand Girard va s'installer à Québec, ville où il terminera sa carrière. 
Il est engagé par le quotidien Le Soleil où on l'affecte à la politique municipale, puis à l'Assemblée nationale. Après quelques années au Soleil, Pierre Péladeau, président de Quebecor, lui propose en 1972 de travailler pour ses deux journaux, soit Le Journal de Montréal et Le journal de Québec. Il y reste jusqu'à sa retraite qu'il prend le 20 décembre 2001.
Il s'est marié à Lucienne Gilbert le 5 août 1961 et le couple a eu trois enfants : Nancy, Marc et Sandra. Nancy a déjà fait partie de l'exécutif du Parti libéral du Canada et Sandra travaille à l'Assemblée nationale du Québec.  
Il est récipiendaire, en 2002, de la Médaille de l'Assemblée nationale.  
Le jeudi 21 avril 2005, il est décoré au grade de chevalier lors de la cérémonie de l’ordre de la Pléiade qui s'est déroulé à la salle de bal de l’hôtel Le Château Frontenac de Québec.

## Carrière

### Radio
- 1953 : Début à la radio locale de Roberval, CHRL

### Journaux
- Le Progrès (Thetford Mines)
- Le Nouvelliste (Trois-Rivières)
- La Presse (Montréal)
- Le Nouveau Journal (Montréal)
- Le Soleil (Québec)
- Le Journal de Montréal et Le journal de Québec

### Entrevues
- Comparaison entre les référendums de 1980 et 1995  (20 septembre 1995)
- L'émission Le Point média présente deux reportages sur la couverture médiatique des campagnes pour sauvegarder les Nordiques et les Jets.  (19 mai 1995)